# Complejo críptico de especies
En biología, un complejo críptico de especies es un grupo de especies que satisfacen la definición biológica de especie —esto es, que están aislados reproductivamente de otras especies— pero no son distinguibles morfológicamente. Las especies individuales dentro del complejo pueden sólo ser separadas usando datos no morfológicos, tales como los análisis de secuencia de ADN, bioacústica, o a través de los estudios de historia de la vida. Pueden, pero no necesitan serlo, parapátricos, frecuentemente simpátricas, y a veces alopátridas.
Ejemplos:
- Tordos Catharus minimus y Catharus bicknelli.
- Familia de tapaculos Rhinocryptidae.
- Astraptes fulgerator (se sospechan varios casos).

Un concepto relacionado es el de superespecies. Este es un grupo de al menos dos especies más o menos distintivas con distribuciones aproximadamente parapátricas. No todas las especies crípticas son superespecies, y viceversa, pero muchas lo son. 
Ejemplos:
- Puffinus puffinus - no es una superespecie, pero el grupo de P. yelkouan formalmente los contiene.
- Phylloscopus collybita.
- Familia de tapaculos Rhinocryptidae.